# 選挙人団
選挙人団（せんきょにんだん、英語: electoral college）は、選挙に参加する権限を有する集団、候補者を選任する権限を持つ有権者のグループを言う。

## 歴史
その制度は古代から見られ、古代のゲルマン法では王は貴族の支援のみで統治すると規定された。したがってペラーヨはアストゥリアスの王になる前に西ゴート族の貴族によって選出される必要があり、ピピン3世も最初のカロリング朝の王になるためにフランク族の貴族によって選出された。11世紀以前のほとんどのゲルマン国家は厳密にこの制度を受け継いだが、神聖ローマ帝国では継続できず、ローマ王は中世末期以降、1806年の廃止まで選帝侯によって選出された。
キリスト教も古くから選挙人団の制度を採用した。

## 現代の選挙人団
アメリカ合衆国大統領選挙において、各州が選出する選挙人団が、現代の選挙人団として一番著名である。アメリカ合衆国の大統領は、有権者である国民が選出する選挙人団（アメリカ選挙人団）の投票により選出される。
それ以外に選挙人団システムを採用する国家は元首ではインド（大統領）、ドイツ（大統領）、パキスタン（大統領）、イタリア（大統領）、トリニダード・トバゴ（大統領）、議会（主に上院）ではフランス（上院）、アイルランド（上院）、ブルンジ（上院）、カザフスタン（上院）などの例がある。中華人民共和国や香港（選挙委員会）・マカオの制度もこれに近い。過去（20世紀後半）にはブラジル、アルゼンチン、フィンランド、大韓民国、ネパール、中華民国（国民大会代表による総統選挙）などの例があったが、廃止されている。